# Клинтон, Джон, 3-й барон Клинтон
Джон Клинтон (англ. John Clinton; примерно март 1326 — 8 сентября 1398) — английский аристократ, 3-й барон Клинтон с 1335 года. Сын Джона Клинтона, 2-го барона Клинтона, и его жены Марджори Корбет. После смерти отца унаследовал баронский титул и семейные владения, расположенные главным образом в Уорикшире. В 1356 году сражался с французами при Пуатье, в 1390—1397 годах был констеблем Уорикского замка.
Клинтон был женат четырежды. Примерно в 1350 году он женился на Идонее де Сэй, дочери Джеффри де Сэя, 2-го барона Сэя, и Мод де Бошан. В этом браке родились Уильям (умер в 1383), Томас и Маргарет, жена сэра Бодуэна де Монфора. Вторым браком Джон женился на неизвестной, матери Томаса; третьим — на Джоан, матери Эдуарда. Наконец, до 24 октября 1388 года барон женился на Элизабет де ла Планш, дочери Уильяма де ла Планша и Элизабет Хиллари. Этот брак остался бездетным. Так как старший сын Джона умер раньше него, 4-м бароном Клинтон стал внук, Уильям.